# Тальменська селищна рада
Та́льменська селищна рада (рос. Тальменский поселковый совет) — міське поселення у складі Тальменського району Алтайського краю Росії.
Адміністративний центр та єдиний населений пункт — селище міського типу Тальменка.

## Населення
Населення — 19046 осіб (2019; 18814 в 2010, 20061 у 2002).